# Achille Lauro (artiest)
Lauro De Marinis (Verona, 11 juli 1990) is een Italiaanse zanger, rapper en songwriter. Hij is professioneel bekend als Achille Lauro.

## Festival van San Remo
Lauro deed vier keer mee aan het prestigieuze Festival van San Remo, in Italië.
| Jaar | Lied                | Plaats |
| ---- | ------------------- | ------ |
| 2019 | Rolls Royce         | 9      |
| 2020 | Me ne frego         | 8      |
| 2022 | Domenica            | 14     |
| 2024 | Incoscienti Giovani | 7      |

## San Marino
Naast zijn deelname aan de Italiaanse preselectie voor het Eurovisiesongfestival, deed Lauro ook mee aan de Sanmarinese. Op 20 februari 2022 won hij Una Voce per San Marino, waarmee hij de dwergstaat mag vertegenwoordigen op het Eurovisiesongfestival 2022, dat werd gehouden in de Italiaanse stad Turijn. Met zijn lied Stripper stond hij in de tweede halve finale, maar kon niet doorstoten naar de finale.
2008: Miodio · 
2011: Senit · 
2012: Valentina Monetta · 
2013: Valentina Monetta · 
2014: Valentina Monetta · 
2015: Michele Perniola & Anita Simoncini · 
2016: Serhat · 
2017: Valentina Monetta & Jimmie Wilson · 
2018: Jessika feat. Jenifer Brening · 
2019: Serhat · 
2021: Senhit feat. Flo Rida · 
2022: Achille Lauro · 
2023: Piqued Jacks · 
2024: Megara · 
2025: Gabry Ponte